# Întâlnire cu un star
Întâlnire cu un star (Starstruck) este un film original Disney Channel din anul 2010, cu Sterling Knight și Danielle Campbell în rolurile principale. Premiera originală a avut loc în Statele Unite, la Disney Channel, pe data de 14 februarie 2010.
În România, filmul a avut premiera pe 1 mai 2010, la Disney Channel România.

## Povestea
Povestea o urmărește pe Jessica Olson (Danielle Campbell) și pe familia ei care se află în vizită la bunica ei, în California. Sora Jessicăi, Sara (Maggie Castle), este obsedată de Christopher Wilde (Sterling Knight) și în toată călătoria lor încearcă să îl găsească. Christopher primește un rol într-un film, însă doar dacă el va sta numai în casă și va evita întâlnirile cu paparazzii. De ziua lui Alexis(Chelsea Staub), Christopher îi promite că o să fie acolo să cânte pentru ea, dar încearcă să nu fie văzut de paparazii. Întâmplător, se înâlnește cu Jessica și o lovește cu ușa fără să vrea. Ca să îl ierte, o conduce acasă cu mașina și o roagă să îl lase acolo peste noapte, fiindcă ar putea fi văzut de cineva. A doua zi, Jessica și Sara merg pe plajă, iar Jessica se întâlnește din nou cu Christopher. Dar paparazzi ajung acolo și Christopher și Jessica sunt nevoiți să plece cu mașina bunicii Jessicăi, care ajunge să se scufunde în mocirlă din cauza lui Christopher. Jessica îi zice lui Christopher că toată viața lui este falsă și că și el este fals, deoarece este faimos și nu mai știe despre nimic altceva. Ajunși înapoi pe plajă, cei doi poartă o discuție serioasă, iar Christopher îi spune Jessicăi să nu povestească nimănui ce s-a petrecut în acea zi, dându-i de înțeles că îi este rușine cu ea. Jessica pleacă supărată și îi spune să o uite definitiv. Ziua următoare apare la televizor despre Christopher și Jessica, iar cel care l-a recomandat pe Christopher pentru film îl sfătuiește să mintă și să le zică tuturor că nu o cunoaște pe Jessica. Auzind asta, Jessica este uimită și spune și ea că nu îl cunoaște și nici nu vrea să îl cunoască vreodată. Atunci Christopher își dă seama că a greșit și renunță la film pentru Jessica. În noaptea balului, Christopher apare pe scenă și îi cântă Jessicăi, spunând că tot ce spusese înainte despre ea era doar o minciună și că este nebun după ea. Ea zâmbește și îi spune că i-ar plăcea să iasă la o întâlnire cu el. Filmul se termină cu toți dansând în timp ce Stubby (Brandon Mychal Smith) cântă pe scenă.  

## Personaje
- Sterling Knight ca Christopher
- Danielle Campbell ca Jessica Olson
- Maggie Castle ca Sara Olson
- Brandon Mychal Smith ca Stubby
- Chelsea Staub ca Alexis Bender
- Dan O'Connor ca Dean Olson
- Beth Littleford ca Barbara Olson